# Issho ni...
Singles de MAX
Ginga no Chikai
(1999) Never Gonna Stop It
(2000)
Issho ni... (一緒に・・・, ou Isshoni...) est le quinzième single du groupe MAX.

## Présentation
Le single, produit par Max Matsuura, sort le 25 novembre 1999 au Japon sous le label avex trax, trois mois seulement après le précédent single du groupe, Ginga no Chikai. C'est son premier single à sortir au format maxi-CD de 12 cm de diamètre, nouvelle norme pour les singles dans ce pays ; les précédents étaient sortis au format mini-CD de 8 cm, ancienne norme. Il atteint la 8e place du classement des ventes de l'Oricon, et reste classé pendant treize semaines. Bien que moins bien classé que la plupart des singles sortis précédemment, il restera le deuxième single le plus vendu du groupe derrière Give Me a Shake.
Le single contient deux chansons originales et leurs versions instrumentales. La chanson-titre est utilisée comme thème de fin de deux émissions télévisées (Girls sur NTV et Big Wednesday sur TBS), et comme thème musical dans une publicité pour le produit Coolpix de la marque Nikon. Une version remixée du titre figure aussi sur le single. La chanson figurera sur le quatrième album original du groupe, Emotional History qui sortira un an et demi plus tard, ainsi que sur ses compilations Precious Collection de 2002 et Complete Best de 2010 ; elle sera aussi remixée sur ses albums de remix Hyper Euro Max de 2000, Maximum Trance de 2002, et New Edition de 2008. La chanson en face B, Powder Shadow, restera quant à elle inédite en album.

## Liste des titres
| CD    | CD                                                   | CD                                        | CD    | CD | CD | CD | CD | CD | CD |
| No    | Titre                                                | Paroles / Musique et arrangements         | Durée |    |    |    |    |    |    |
| ----- | ---------------------------------------------------- | ----------------------------------------- | ----- | -- | -- | -- | -- | -- | -- |
| 1.    | Issho ni... (一緒に...)                              | Pipeline Project / Pipeline Project       | 5:14  |    |    |    |    |    |    |
| 2.    | Powder Shadow (POWDER SHADOW)                        | Masato Kotake / Pipeline Project          | 4:25  |    |    |    |    |    |    |
| 3.    | Issho ni... (Groove That Soul Remix) (一緒に... ...) | Pipeline Project ; remix : Satoshi Hidaka | 5:02  |    |    |    |    |    |    |
| 4.    | Issho ni... (Original Karaoke) (一緒に... ...)       | (Instrumental) / Pipeline Project         | 5:14  |    |    |    |    |    |    |
| 5.    | Powder Shadow (Original Karaoke) (POWDER SHADOW ...) | (Instrumental) / Pipeline Project         | 4:25  |    |    |    |    |    |    |
| 24:20 |                                                      |                                           |       |    |    |    |    |    |    |